# 세월호 침몰 사고 관련 수사
세월호 침몰 참사 관련 수사는 2014년 4월 16일 전남 진도군 병풍도 부근 해상에서 제주도를 향해 운항하던 세월호가 침몰, 304명의 사상자가 발생한 것에 따라 운항상의 직접 과실, 구조과정에서의 과실, 선사 및 감독 기관 비리, 민관유착 비리 등의 범죄 사실에 대해 수사한 내용이다.
2014년 4월 16일 광주지방검찰청 목포지청에 검찰 수사본부가 구성되었으며, 4월 17일 검‧경 합동수사본부로 확대 개편되었다. 4월 20일 인천지방검찰청은 세월호 선사인 청해진해운의 실소유주 일가와 한국해운조합 등의 해운비리 특별수사팀을 구성하여 수사에 착수했으며, 4월 21일 부산지방검찰청이 한국선급 등의 해운 비리에 대한 특별수사팀을 구성하는 등 11개청에서 해운비리 전반에 대한 수사에 착수했다. 5월 29일 광주지방검찰청은 구조과정의 위법행위 및 관련 의혹에 대한 전담 수사팀을 구성하여 수사에 착수했다.
침몰원인은 선원의 조타 실수 △청해진해운 임직원의 화물 과적 △우련통운의 부실 고박(고정)에 따른 화물 이동을 사고 원인으로 꼽지만, 법원은 조타기나 프로펠러 등이 정상적으로 작동했는지 알 수 없다등으로추측된다.

## 침몰 원인 수사
2012년 일본에서 수입한 세월호는 수리와 증축에 따라 총톤수가 증가(239톤)하였으며 좌우가 불균형하게 되었다. 침몰 사고 당일 화물 적재량(1,077톤)의 2배에 달하는 과적(2,142톤)을 한 것이 확인되었으며, 선체 복원에 필요한 평형수 등을 1,375.8톤 감축하여 적재하였다. 또한 관계 법규에 의하지 않는 방법으로 차량 및 컨테이너를 부실 고박한 상태에서 출항하였고, 이로 인해 복원성이 심각하게 악화된 상태였다. 사고해역 통과 시 조타할 의무가 있는 선장이 선실을 이탈하였으며, 근무 항해사와 조타수가 과도하게 변침하는 등 운항상 과실이 더하여 침몰에 이르게 되었다. 세월호 선사인 청해진해운의 실소유주인 유병언 일가는 청해진해운의 자금을 착복하고 전횡으로 청해진해운의 재무 구조가 매우 악화되었다. 청해진해운은 이를 해결하기 위해 선박구조를 무리하게 변경하고 과적을 자행하였으며, 선박관리와 직원안전교육을 소홀히 하는 등 전반적인 안전관리가 부실해졌다. 청해진해운은 매출 증대를 위해 복원력에 심각한 문제가 있음에도 상시 과적 상태로 운항한 것으로 확인되었다.

## 선장과 승무원

### 1차 탈출
승객들을 선박에 두고, 1차 탈출한 선박직 승무원들에 대하여 사회윤리적 책임이 거론되고 있다. 이러한 비판은 세월호 사고의 공학적·물리적 분석에 따른 직접원인 보다 근본원인을 지적했다. 선박이라는 한 집단의 범위 내에서는, 선장 등 선박직 승무원들이 항해와 승객 구조임무 책임을 지닌 리더인데, 그들의 리더십 부재가 세월호라는 한 집단의 침몰을 가져왔다는 것이다. 몇 가지 근거로, 충분한 탈출 가능시간이 있었음에도(약 2시간) 승객들에게 "움직이면, 위험하니 가만히 있으라"는 방송과 해경에 구조요청을 하는 것 외에는 별다른 시기적절한 유효 조치가 없었다는 점. 오히려 방송 지시의 합리성에 의문을 품고 구명조끼를 착용한 뒤, 탈출을 시도했던 승객들이 생존율이 높았다는 점. 해당 선장등 선박직 승무원들이 승객들을 뒤로하고 1차 탈출했다는 점을 든다. 따라서 이 분석은 인명피해를 최소화할 수 있었던 문제가 리더들의 판단착오와 책임감 부재로 인재(人災)가 되었음을 지적했다. 세월호 선장 이준석(69, 경북 칠곡)은 승무원들이 승객들이 남겨진 상황에서 1차적으로 탈출한 것으로 밝혀져 논란이 되고 있다. 특히 선장의 경우, 선원법에 "선장은 선박에 급박한 위험이 있을 때 인명, 선박, 화물을 구조하는 데 필요한 조치를 다해야 한다"라는 내용이 있고, 이를 따르지 않았을 시 5년 이하의 징역에 처하도록 규정되어있다. 해경은 선장 등 승무원들이 법규를 위반하였는지 조사 중이다.
한편, 세월호 선원들이 침몰사고 직전 자신들만 아는 통로를 이용해 배에서 탈출했다는 정황이 드러났으며, 이후 4월 28일에는 승무원들이 신분을 숨기기 위해 제복을 벗고 평상복으로 갈아입은 뒤 타 승객보다 먼저 구명정과 선박으로 은밀하게 이동한 사실이 드러났다.
퇴선명령 여부
퇴선명령을 했는지 여부에 대한 논란이 있다. 선박이 완전히 침몰하기 전 2시간가량 시간이 있었는데, 생존자들은 당시 선내에서는 "더 위험하니, 동요하지 말고 가만히 있으라"는 방송만 지속적으로 흘러나왔다고 전했다. 당시 물이 차오르기 시작한 상황이었고, 오히려 이 지시를 따르지 않고 구명조끼를 착용 후 탈출을 시도한 승객들의 생존율이 높았다. 반대로, 그 지시대로 따른 승객들이 더 위험했다는 생존자들의 증언이 이어지고 있어, 승무원들의 직무유기와 위기대처 미흡논란이 가중되고 있다. 하지만 선장은 승객들에게도 퇴선명령을 내렸다고 주장했다. 또 그보다 앞서 승객들에게 선내에서 대기하라고 방송한 이유도 두 가지를 들었다. 구조선이 당시 아직 도착하지 않은 점. 조류가 빨라 구명조끼를 입었든 아니든 퇴선시 승객들이 멀리 떠내려갈 수 있다는 점. 하지만, 이러한 주장들은 세월호 구조자 및 승무원들의 증언과 차이가 있다. 특히, 당시 지시를 전달받아 안내방송을 담당했던 승무원 강아무개는 퇴선명령을 받은 바가 없다고 말했다. 하지만 검경 합동수사본부는 이런 주장을 일축하였다. 이 선장이 퇴선하라는 취지의 발언을 하긴 했지만, 옆 사람에게 말한 수준에 불과하다는 것이다. 실제 퇴선하라는 방송이 없었던 만큼, 퇴선명령 자체가 존재하지 않은 셈이라는 입장이다. 그러나 조타수 중 한명이었던 오아무개는 선장이 1항사에게 퇴선명령을 내렸다고 주장하고 있다. "침몰당시 선장이 1항사에게 퇴선을 지시했다"며 "선장이 퇴선명령을 하면 1항사는 승무원에게 이를 전달하기 위해 통해 전화ㆍ방송, 육성 등 모든 수단을 동원해야 한다"며 "1항사가 휴대폰을 들고 있었지만 다른 승무원에게 전화하거나 적극적으로 나서는 모습은 보지 못했다"고 했다.
또 "(저는)수사기관에도 이 같은 사항을 진술했으며, 1항사의 휴대폰 통화 내역을 조사해 이런 지시를 하지 않았다면 처벌받아야 한다"고 주장했다. 그에 따르면 선장이 배가 60도 전후로 기울 때부터 부랴부랴 수습을 시도했지만, 상황이 악화되면서 1항사에게 퇴선을 지시했다는 것이다. 청해진해운 사고매뉴얼을 보면 선장이 1항사에 퇴선을 명령하면 1항사는 각 업무에 따라 방송을 맡은 사무장, 여객유도를 맡은 비선박 운행 관련업무자들에게 이를 전달해야 한다. 윤종휘 한국해양대 해양경찰학과 교수는 "선장이 지시하면 1항사는 안내방송을 지시하고 방송, 전화가 안된다면 층마다 사람을 보내 알리는 등 모든 수단을 동원해 탑승자의 안전을 지킬 의무가 있다"고 했다. 헤럴드경제 측은 1항사가 인터뷰에서 "선장이 옷 두껍게 입고 퇴선하라는 말을 했다"고 인정하면서도 이를 다른 승무원들에게 전달했느냐는 질문에는 "너무 먼 일이라 기억이 나지 않는다"고 답했다고 보도했다.
3등 항해사가 맹골수도를 지휘한 데에 대해서도 논란이 인다. (변침 당시 선장은 자리를 비운 상태였고) 3등 항해사는 현재 묵비권을 행사하고 있으며, 조타수는 시키는 대로 했다고 주장하고 있다. 또 조타수는 조타키가 제대로 작동하지 않았다고 주장하고 있다. 따라서 수사결과가 무리한 변침으로 잠정결론 난 상태에서 변침의 이유가 주요 수사대상이 되고 있다. 한편 조타수는 인터뷰에서 "선장님이 퇴선 명령을 내려서 10명이서 좌현 쪽으로 퇴선했다. 먼저 퇴선한 사람은 못보고 나는 7~8번째로 퇴선 한 것 같다"고 했다. 그는 "선장이 퇴선 명령을 내리면 바로 무조건 나가는 거냐"는 기자들의 질문에 "메뉴얼에 의하면 우선 가서 노약자를 구하고 아이들을 퇴선 시켜야 한다"고만 답했다. 이에 기자들이 "왜 메뉴얼을 안 지킨거냐"고 묻자 "지킬 상황이 안 되지 않나"고 오히려 되물은 뒤 "객실에 어떻게 가냐"는 어이없는 답변을 늘어놓았다. 조타수는 "당당하게 설 테니까 방송 그대로 내보내달라"고 큰소리를 쳐 논란이 있다.

### 관제센터와의 교신
세월호가 초기 사고 신고를 가까운 진도가 아닌, 제주 관제 센터에 보고를 한 것은 사고 이후 책임을 면피하기 위한 것이라는 주장이 있어 논란이 있다. 세월호 전 항해사 김아무개는 4월 21일 JTBC 뉴스 9 손석희 앵커·보도부문 사장과의 전화 인터뷰에서 "(해상 조난에 있어서 필요한) 공용 채널인 16번 채널을 쓰면 해양수산부와 해경 등에 보고되어 사실을 다 알게 된다"며 "그렇게 되면 (모든 곳에서) 연락이 오고 이러다 보면 선박 직원도 머리 아프고 이러다 보니까 (사고 은폐를 위해) 할 수 없이 12번을 부른 것"이라고 주장했다. 사고 초기 진도가 아닌 제주 VTS(관제센터)에 연락하게 된 것에 대해 김 씨는 "그걸(16번 채널)로 하게 되면 문제가 발생하니까 오히려 12번으로 해서 하는 게 더 낫다 싶어서 그쪽(제주 VTS)으로 먼저 연락을 한 것"이라며 "제일 가까운 데를 놔두고 왜 불렀겠나"고 반문했다. 김아무개의 발언에 손 앵커는 황당해해하며 "16번 채널을 쓸 경우 잘못이 만천하에 드러나기 때문인 것이냐"고 재차 확인하자 김씨는 "그렇다"며 향후 검찰 조사는 물론 법정 증언까지도 하겠다는 약속을 했다. 또한, 세월호와 진도 VTS 모두 그 해역을 지날 때는 상호 간의 '진입 보고'를 해야 하지만 양측 모두 이 절차를 생략했다는 주장도 새롭게 나와 논란이 있다. 손석희 앵커는 이에 대하여, "관련 규정을 위반했다는 걸 스스로 인정하는 해명입니다"라고 논평했다.

### 재판
광주지방법원 형사 11부는 6월 10일 오후 2시 광주지법 201호 법정에서 살인 등 혐의로 구속 기소된 이 선장 등 4명, 업무상 과실 선박매몰 또는 유기치사상 등 혐의로 기소된 11명 등 피고인 15명에 대한 첫 재판을 열었다. 재판에서는 피해자 대표 의견·검사의 기소 취지·피고인별 변호인들의 공소사실 인정 여부에 대한 진술, 검찰의 증거신청이 이어졌다. 피고인들은 대체로 구호조치가 미흡했고 먼저 구조된 데 대한 비난은 감수하겠다면서도 자신들도 큰 정신적 충격을 받은 상황에서 퇴선 당시 배가 상당히 기울어 더는 구호조치가 불가능했기 때문에 살인이나 도주 의사는 없었다며 혐의를 부인했다. 재판부는 당분간 매주 화요일 재판을 열기로 했다.
승무원 15명에 대한 두 번째 재판(6월 17일)에서 변호인은 승무원들이 과적과 고박을 통제할 수 있는 권한이 없다며 '업무상 과실'에 대한 판단이 필요하다고 지적했다. 변호인은 승무원들이 권한이 없어 배 침몰의 원인을 제공할 수 있는 위치에 있지 않아 '업무상 과실'은 적용되지 않는다고 주장했으며, 사고 이후 승객들을 구조하지 않은 점(살인죄)만을 따져야 하고 배 침몰은 승무원이 아닌 선사의 책임이라고 주장했다. 승무원들은 승객에 대한 구호 조치는 해경의 의무라며 살인죄 적용에 대해서도 강하게 부인하고 있다. 이에 대해 선사 측은 침몰의 원인을 제공한 점을 일부 인정하면서도 관리 책임이 승무원들에게도 있다고 주장할 것으로 보여 책임 공방이 일 것으로 보인다.
이날 재판(6월 17일)에서 세월호 승무원 15명 가운데 1등 기관사만 유일하게 자신의 혐의를 인정했다. 유기치사상, 수난구호법 위반 혐의로 기소된 1등 기관사 손모씨의 변호인은 오전 10시 광주지법 형사 11부 심리로 열린 승무원들에 대한 두번째 재판에서 "공소사실을 모두 시인한다"고 밝혔다. 손씨의 변호인은 "피고인들은 각자 행위에 맞는 처벌을 받아야 하겠지만, 탐욕에 가득 차 세월호를 시한폭탄으로 만들고 결국 침몰하게 한 기업과 이를 방조한 관련자들에 대한 엄중한 처벌도 반드시 이뤄지기를 희망한다"며 "그렇지 않으면 선원들이 모두 처벌된다 해도 제2, 제3의 사고가 발생할 것"이라고 주장했다.
그러나 3등 기관사와 조기수 2명 등 다른 3명은 변호인을 통해 배가 급격히 기울어지는 상황에서 공황상태에 빠져 구조 생각을 하지 못했고 설사 구조 의무를 다했다 하더라도 승객 모두를 구하기는 어려운 상황이었다며 혐의를 부인했다. 이에 따라 첫 재판에서 공소사실을 부인한 이준석 선장 등 11명과 이날 3명 등 14명은 검찰과 변호인간 유무죄 다툼을 벌이게 됐다. 이들과 달리 혐의를 인정한 손씨는 유일하게 사선 변호인을 선임한 승무원이다.
재판부는 검찰이 신청한 1천900여개 증거목록을 대상으로 피고인별로 증거 채택에 동의하는지를 물었다. 검찰은 이날 620여개 증거목록을 추가로 제출했으며 사고 당시 휴대전화 영상 등 증거도 앞으로 신청할 예정이다. 이 선장 측은 경찰이 작성한 조서 등 20여개에 대해 증거능력을 인정하지 않거나 일부 내용을 부인하는 취지로 부동의 의견을 밝혔다. 피고인들은 일부를 제외한 전반적인 수사기록을 증거로 사용하는데 대체로 동의하면서도 침몰 원인이나 침몰 후 구조 가능성 등과 관련, 서로 진술 취지가 다를 수 있다며 다른 피고인을 신문할 기회를 달라고 요청하기도 했다.
광주지법 형사 11부는 6월 24일 오전 이준석 선장 등 승무원 15명에 대한 세 번째 공판준비 절차에서 "학생들이 미성년자이고 대부분 안산에 거주하는 점, 무엇보다 사고 후유증으로 장거리 이동이 어려운 점을 고려해 안산지원에서 증인신문을 하겠다"고 밝혔다. 재판부는 기말고사가 끝난 뒤인 다음 달 28~30일 이틀 또는 사흘간 학생들의 진술을 듣기로 했다. 또, 재판부는 학생들이 법정이 아닌 별도의 화상증언실에서 진술하게 해 피고인, 검사, 변호사들과 접촉하지 않도록 하고 당일 재판도 비공개로 진행할 방침이다.
광주지법 형사 11부는 6월 30일 오후 1시 인천항에서 오하마나호에 대한 현장 검증을 했다. 이번 검증은 바다 밑으로 가라앉아 구조를 파악하기 어려운 세월호 대신 유사한 형태의 여객선인 오하마나호를 통해 배의 구조를 간접적으로 파악하기 위해 이뤄졌다. 검증 결과는 배가 급하게 기울어 승객 구조가 어려웠다는 일부 승무원의 주장이 믿을만한 것인지, 승무원의 업무상 과실이 없었다면 피해자 수를 크게 줄일 수 있었는지 등을 판단하는 데 참고 자료로 활용될 것으로 보인다. 검증에는 재판부 외에 검사, 기소된 피고인 15명 가운데 이준석 선장 등 5명, 변호인 8명, 피해자 측 가족 4명과 변호사 6명이 참석했다. 재판부는 오하마나호와 세월호가 구조적으로 일부 차이가 있는 점을 고려해 관계자들에게 그 차이에 대한 설명도 들었다.
광주지법 형사 13부는 7월 4일 업무상 과실치사 또는 업무방해 혐의로 기소된 세월호 원래 선장 신모(47)씨 등 6명에 대한 첫 재판을 열었다. 세월호 침몰 당시 청해진해운 해무팀장, 화물 하역업체인 우련통운 본부장·현장 팀장, 한국해운조합 운항관리실장·운항관리자를 맡았던 피고인들이 신씨와 함께 재판을 받았다. 그들은 모두 책임을 피하려했고, 일제히 혐의를 부인했다.
광주지법 형사 11부는 7월 8일 오전 이준석 선장 등 승무원 15명에 대한 두 번째 공판을 열었다. 일부 가족의 고성과 욕설이 법정에서 오가기는 했지만, 유가족들은 그동안 세 차례 공판준비 절차와 지난 공판에서 벅찬 분노를 다스리며 승무원들의 과실과 세월호 침몰원인을 규명할 재판을 지켜봐 왔다. 그러나 이날 재판에서는 구조 영상, 세월호에 탄 학생이 찍은 영상을 검찰이 증거로 제시하기로 해 유가족들의 감정이 격앙될 것으로 우려됐다. 검찰은 세월호 도면을 토대로 만든 모형을 선보이며 층별 구조와 승무원들의 위치, 화물 적재 상황 등을 차분히 설명했다.
유가족들은 한숨과 함께 눈물을 보이면서도 비교적 차분하게 검찰의 설명을 들었지만, 목포해경 123정에서 찍은 구조 영상에 무너지고 말았다. 언론 등을 통해 수차례 공개된 영상이었지만 속옷 차림의 이준석 선장 등 승무원들이 차례로 퇴선하는 모습은 유가족의 눈물샘을 자극했다. 방청석에서는 "밥도 먹이지 말라", "하늘이 무섭지 않으냐"는 등 반말과 고성이 오갔으며 한 유가족은 신발을 벗어 던지려고 법대로 향하다가 법정 경위들에게 제지되기도 했다.
오후 재판에서는 숨진 단원고 학생이 배에서 찍은 영상이 제시됐다. 지난 4월 16일 오전 8시 52분부터 촬영된 영상에는 배가 기울어진 상황에서도 서로 웃으며 장난을 치다가 상황이 심각해지자 구명조끼를 챙겨 입는 학생들의 혼란스러운 모습이 고스란히 담겼다. 재판부는 학생들이 모두 조끼를 챙겨입은 뒤인 오전 9시 6분에야 "구명동의를 입으라"는 안내방송이 나온 사실을 확인했다. 유가족들은 고개를 숙이거나 무표정하게 법정 내 모니터를 바라보던 승무원들을 향해 "가만히 있으라 해 놓고 왜 이 자리(법정)에 나와있느냐", "양심선언을 하라"며 분노했다.
세월호 침몰 당시와 이후 승무원, 승객이 각각 주고받은 카카오톡 메시지가 7월 15일 법정에서 공개돼 또 한 번 분노를 자아냈다. 3등 항해사 박모씨는 선배 2명과 카카오톡을 통해 사고 상황과 앞으로 있을 수사에 대한 대처방안을 논의했다. 박씨는 민사소송에 대비해야 한다는 선배의 조언에 "무조건 책임회피 식으로. 이기적일 수 있지만 선장책임으로. 그런 식으로 말해야해요(?)"라고 되묻기도 했다.
이준석 선장의 무책임한 선상 근무를 지적하는 대화내용도 소개됐다. 박씨는 "선장님이 갑자기 말도 않고 방에 들어가셔서 기관장님이 '그 노인네 어디 갔어'라고 묻고는 방에 가보니 핸드폰을 하고 있었다고 했는데 카톡이나 게임 아닐까 싶다"고 선배에게 말했다. 그러나 이 선장이 당시 게임을 하고 있었는지는 명확히 확인되지 않았다. 박씨의 변호인은 "피고인이 해경 수사를 받고 나서 카톡 메시지를 주고받은 것은 사실이지만 실제 수사에서는 정직하게 답했고 책임도 인정했다"고 변호했다. 침몰 당시 승객들의 카카오톡 메시지는 침몰하는 배 안의 공포와 승무원들에 대한 원망으로 가득했다.
광주지방법원 형사11부는 7월 28일 수원지방법원 안산지원에서 A양 등 단원고 학생 6명과 일반인 탑승객 등 9명을 증인으로 출석시킨 가운데 살인 등의 혐의로 구속기소 된 세월호 선장 이준석씨와 승무원 등 15명에 대한 재판을 진행했다. 이날 법원에는 세월호 선실(SP1)에 있었던 학생들이 나왔다. 대부분 탈출과정에서 승무원이나 해경의 도움을 받지 못했다며 세월호를 버리고 먼저 탈출한 승무원들에 대한 엄벌을 요구했다.
A양은 "배 안에 물이 차오르면서 엎어진 캐비닛에 갇히기도 했지만, 친구와 발버둥 치다 보니 다시 물에 뜰 수 있게 됐다"며 "친구와 함께 끌어올리고 밀어주면서 복도로 나와 줄 서 있었다"고 밝혔다. 이어 "비상구 밖으로 해경이 보여 잠깐 안도하기도 했다"며 "손잡으면 닿을 거리였지만, 해경은 들어오지 않았고 2~3분 있다가 파도가 와서 친구들이 휩쓸려 들어갔다. 그 친구들은 다시 못 나왔다"고 증언했다. 그녀는 또 "처음에는 위험할 수 있으니 가만히 있으라고 했어요. 그다음에는 해경이랑 헬기가 오고 있다고 가만히 있으라고 했어요. 제발 단원고 학생들 가만히 좀 있으라고…." 했다고 증언했다.
B양도 "어떤 아저씨들이 헬기가 왔다면서 호스와 커튼을 내려보내 줘 그걸 잡고 나왔다. 방안에 7명이 묵고 있었는데 물이 차서 2명밖에 나오지 못했다"고 했다. 학생들은 배에 탔을 당시 비상 상황에 대비한 안전교육을 받았느냐는 검사의 신문에 대부분 "받지 못했다"고 대답했다. A양은 "배에 타자마자 밥 먹고 바로 쉬는 시간이어서 내내 3층을 돌아다녔다"며 "만약 안전교육이나 방송이 있었다면 돌아다니는 동안 봤을 텐데 전혀 보지 못했다"고 말했다. C양은 "선원들의 행동은 마땅히 벌을 받아야 한다"면서 "초반에 탈출하라는 방송이 나왔다면 더 많이 살 수 있었을 것으로 생각한다"고 주장했다. 사고로 받은 심리적 충격을 지우지 못한 학생들은 친구 또는 선생님 등과 함께 법정에 나와 떨리는 목소리로 침몰 당시 배 안에서 벌어진 상황을 설명했다.
재판부는 학생들의 심리상태를 고려해 증인석에 친구 등이 동석할 수 있도록 배려했다. 한 학생은 한 손은 선생님의 손을 잡고 한 손에는 인형을 안은 채 법정에 섰다. 학생들은 재판부가 마련한 화상 중계 장치를 이용해 법정이 아닌 제3의 장소에서 증언할 수 있었지만, 대부분 법정 진술을 선택했다. 이날 출석한 학생 6명 중 1명만 화상 중계 방식으로 증언했다.
이날 오후엔 다치고 사고 현장에서 가까스로 구조된 4.5t 화물차 기사 최모씨도 휠체어를 타고 증인으로 출석했다. 최씨는 사고 당시 매점에서 떡국을 먹기 위해 뜨거운 물을 붓던 도중 배가 기울어져 물통이 쓰러지는 바람에 다리에 화상을 입었다. 최씨는 "갑자기 오른쪽으로 배가 기울면서 아래쪽에서 '꽝꽝꽝'하는 소리가 들렸다"며 "배 밑 쪽인 것 같았는데 화물이 쏠리는 소리 같았다"고 말했다. 그는 탈출 당시 상황에 대해 "옆에 있던 여학생에게 구명조끼를 벗어줘 구명조끼도 없는 상황이었지만, 배가 금방 침몰할 것 같아 바다로 뛰어들었다"며 "그런데 내가 구명조끼를 벗어준 여학생은 무서웠는지 두 손을 떨면서 뛰어내리지 못했다. 그때 그 눈빛을 잊을 수가 없다"고 회상했다. 5층 객실에 머물다 구조된 필리핀 가수 부부는 "조타실로 가면 안전한 출구가 있다는 생각에 배가 기울자 조타실로 갔다"며 "선원 1명과 함께 라이프보트를 펼치려고 했지만, 작동하지 않았다"고 진술했다.
이날 증인신문에는 광주지법에서 상경한 재판부와 검사, 피고인 측 변호인단 등이 참석했다. 이준석씨 등 피고인은 참석하지 않았다. 재판부는 이날 증인신문을 비공개로 진행하면서 학부모와 취재진 대표의 방청을 제한적으로 허용했다.

## 구조 과정 문제점

### 초기 대응 미숙
해양경찰청이 세월호 침몰사고 직후 청와대 등에 상황보고를 하면서 구조작업은 과장하고 실종자 상황은 생략하거나 축소하는 등 엉터리 보고한 것으로 드러났다. 청와대와 정부가 침몰사고 초기 상황의 심각성을 오판하고 신속 대응하지 못한 원인이 해경의 이 같은 부실 보고에서 비롯됐을 것으로 보인다.
해경은 사고 발생 약 40분 뒤인 오전 9시 30분 청와대와 국무총리비서실, 안전행정부와 해양수산부 등에 처음으로 상황을 보고했다. 이때는 세월호 선체가 45도 이상 기울어 위급한 상황이었지만 해경은 '세월호가 침몰 위험이 있다고 신고가 들어왔다'고만 보고했다. 첫 보고서엔 승객과 선원이 각각 450명, 24명으로 잘못 기재돼 있다.
세월호가 완전 전복됐을 때인 오전 10시 23분 두 번째 보고서에서는 해경과 해군 함선 33척, 항공기 6대를 동원해 구조작업을 벌이고 있다고 보고했다. 하지만 실제 현장엔 구조정 1척과 헬기 2대만 있었다. 오전 11시25분에 보낸 세 번째 상황보고서엔 '현재 총 구조현황: 162명 구조 완료'라며 밑줄까지 그어놓았다. 하지만 300명 넘는 승객이 아직도 선체에 갇혀 있다는 '실종자' 관련 내용은 없었다. 구조 성과만 강조하고 신속한 현장 대응이 필요한 상황은 누락한 것이다.
검찰 관계자는 “경비정 123정에 탑승해 현장에 출동한 해경들을 보면 깨진 창문 사이로 승객들이 구조를 기다리고 있는 상황을 보면서도 직접 선내에 진입하거나 구조 활동에 나서지 않았다”며 “사고 현장에서 적극적인 구조 의무를 다하지 못한 책임을 물어 업무상 과실치사 혐의를 적용할 수 있을지를 검토하고 있다”고 말했다.
사고 발생 당일(4월 16일)에 해경과 해군이 투입한 수중 수색 인원은 모두 16명에 불과했던 것으로 드러나 논란이 있다. 뉴스타파는 자신들이 입수한 당시 상황보고서엔 침몰 첫 날 동원된 잠수 요원은 해경 140명과 해군 42명 등 모두 182명으로 나와 있다고 주장했다. 하지만 이 가운데 9%만이 실제 수중수색 작업에 참여했다고 주장했다. 이에 300명 넘는 실종자가 선내에 갇혀 있었던 상황에서 소극적 대응을해 인명피해를 키운 것이 아니냐는 논란이 있다.
세월호 참사 당시 인근 해역에서 작전중이던 미군 함정이 구명용 보트를 탑재한 구조 헬기를 현장에 급파했으나 우리 해군의 승인을 얻지 못해 되돌아갔다. 국방부는 이와 관련해 17일 입장 자료를 내고 “당시 사고 선박의 선체가 대부분 침몰한 상황에서 한국공군 C-130 항공기를 비롯한 다수의 헬기들이 집중 운영되고 있어 한국 해군은 원활한 구조 작전을 위해 출동한 미 헬기를 일단 귀환해 추가 요청에 대기하도록 요구했다”고 밝혔으나, 사실이 아닌 것으로 드러났다.
최고의 수중 탐색·구조 능력을 갖춘 공군 특수부대 요원들이 세월호 침몰사고 당일 현장에 출동했지만 현장 지휘통제 기능 마비로 인명구조 작업에 단 1명도 투입되지 못한 것으로 6월 9일 확인됐다. 요원들은 승객들의 생존 가능성이 높은 골든타임 내내 헬기 안에서 실종자들에 대한 육안수색만 벌였다. 공군 항공구조대는 평시 항공기 사고구조, 응급처치, 환자 이송 등의 임무를 맡는다. 전시에는 적진에 투입돼 강이나 바다에 떨어진 조종사를 구출하는 임무를 수행한다. 요원들은 공중침투뿐 아니라 해상구조와 응급의료 등 특수작전에 필요한 모든 능력을 갖추고 있다. 김광진 의원은 “세월호 침몰 당일 대한민국 국군 특수부대 요원들은 눈뜨고 참사를 지켜보면서 황망한 기분을 느꼈을 것”이라며 “당시 현장을 통제했던 지휘관은 반드시 문책되어야 한다”고 말했다.

### 해경 123정장 업무상과실치사 등 범죄
2014년 7월 광주지방검찰청은 해경 123정의 조타실을 압수수색하여 사고 대응 매뉴얼 등을 확보하고, 조타실 구조 등을 확인했다.
2014년 7월 28일 123정장 김경일은 오전 10시쯤 광주지방검찰청에 참고인 신분으로 출석해 15시간가량 조사를 받았으며, 7월 29일 오전 3시 경 광주지방검찰청 해경 전담수사팀(팀장 윤대진 형사2부장) 김경일을 공용서류손상, 허위공문서작성, 허위작성공문서행사 혐의로 긴급체포하였다.
광주지법 영장전담부는 7월 31일 오후 광주지검 해경수사전담팀이 목포해경 123정 정장 김모 경위에 대해 공용서류 손상 및 허위 공문서 작성·행사 혐의로 신청한 구속영장을 기각했다. 재판부는 "증거인멸과 도주 염려가 없고 영장에 기재한 피의사실만으로는 구속의 필요성과 상당성을 인정하기 어렵다"며 영장 기각 사유를 밝혔다.
김 경위는 세월호가 침몰하던 4월 16일 당시 작성된 함정일지를 찢어낸 뒤 '현장에 도착한 오전 9시 30분부터 5분간 퇴선 방송을 했다' '9시 47분 123정 승조원들이 줄을 연결해 선내 진입을 하도록 지시했다'는 내용을 허위로 적어넣은 혐의를 받고 있다. 이와 관련 그는 지난 4월 28일 진도 서망항에서 열린 기자회견에서 "퇴선 방송을 직접 했다"고 단언했으며 감사원 감사에서도 "퇴선 방송을 했다"는 식의 답변을 되풀이했다. 현재도 김 경위는 관련 혐의에 대해 부인하고 있는 것으로 알려졌다.
하지만 김 경위의 이같은 주장은 검찰 조사 결과 거짓으로 드러났다. 검찰은 김 경위가 최초 부실 구조에 대한 과실을 덮기 위해 부하 직원을 시켜 함정일지 내용 중 3~4가지 사항을 허위로 기재한 것으로 보고 있다. 검찰은 또 김 경위에게 부실한 구조 작업의 책임을 물어 업무상 과실치사 혐의를 적용할지도 검토하고 있는 것으로 알려졌다.
2014년 10월 6일 검찰은 김경일을 불구속 기소하였다. 2014년 4월 16일 세월호 침몰사고 당시 현장지휘관(OSC)이었던 목포해양경찰서 123정장 김경일은 세월호와 교신하는 등 선내 승객 상황을 확인하고 승객에 대한 퇴선 안내와 유도 조치를 했어야 하나, 123정 승조원 및 해경 헬기의 구조 활동을 지휘하면서 퇴선 유도를 위한 아무런 조치를 취하지 않았다. 또한 서해지방해양경찰청 및 목포해양경찰서 상황실로부터 수차례에 걸쳐 승객들이 배에서 뛰어내리도록 고함을 치거나 123정 내 대공마이크를 이용하여 퇴선을 유도하라는 지시를 받았음에도, 개인적인 판단 하에 상급지휘관서의 지시조차 이행하지 않아 승객이 사망에 이르게하거나 상해를 입도록 방치(업무상과실치사, 업무상과실치상)하였다. 김경일은 2014년 5월 경 세월호 침몰 사고 일인 4월 16일자 함정일지의 일부를 떼어낸 다음, 마치 대공 마이크를 이용하여 퇴선방송을 하고 123정 승조원에게 선내 진입을 시도하도록 지시한 사실이 있는 것처럼 함정일지를 허위로 재작성하여 첨부하는 등 조작(허위공문서작성, 허위작성공문서행사, 공용서류손상)하였다. 김경일은 감사원 조사와 검찰 소환 조사를 앞두고 승조원들과 대책회의를 열어 123정 승조원들로 하여금 허위로 진술하도록 지시한 사실도 확인되었다.
검찰은 선장이 해경 구명보트에 오르던 시간의 배 기울기는 62도에 불과했다며, 해경의 선내 진입 구조가 충분히 가능했다고 결론지었다. 또, 해경이 도착 즉시 선내에 진입했다면 전원 구조도 가능했을 거라고 추정했다.

### 해경과 언딘 사이의 유착 의혹
세월호가 침몰한 당일 언딘이 구난업체로 신속하게 결정된 것을 놓고 일각에서는 언딘이 평소 해경과 밀접한 관계를 유지한 것이 일정 부분 영향을 미친 것 아니냐는 의혹이 커지고 있다.
언딘의 김모 대표는 해양경찰청의 법정단체로 작년 1월 출범한 한국해양구조협회의 부총재다. 총 19명에 이르는 해양구조협회 부총재에는 해경청 경비안전국장, 해경 경무관 출신 김모씨도 포함돼 있다.
이 때문에 해경이 해양구조협회에서 부총재로 활동하는 김 대표의 언딘에 일감을 몰아주기 위해 청해진해운에 언딘을 구난업체로 선정토록 직간접적인 압력을 행사했을 가능성도 제기되고 있다. 해경은 그러나 청해진해운이 언딘을 세월호 구난업체로 선정하는 과정에 전혀 개입하지 않았다고 강조한다.
해경과 언딘은 4년 전 천안함 사건 때에도 수색작업을 함께 수행한 인연이 있다. 해경은 2010년 4월 천안함 실종장병 수색작업에 참여했다가 침몰한 쌍끌이 어선 금양98호의 선내 수색업체로 언딘을 선정했다. 언딘은 시신 수색작업에서 별다른 성과를 거두지 못했지만 계약금액의 10%를 제외한 4억 3천만원을 해경으로부터 지급받았다. 그러나 실종자 시신을 단 1구도 인양하지 못한 업체에 거액의 예산을 지급한 것이 적절했는지에 대한 논란은 지금까지 계속되고 있다. 해경은 이에 대해 "금양호 수색작업 때문에 언딘이 다른 현장의 사업을 진행하지 못한 손해를 봤다고 주장했고 계약 조건상 시신 인양과 상관없이 대금을 지급할 수밖에 없었다"고 밝혔다.
세월호 침몰 사고 당일이었던 4월 16일, 이틀에 걸쳐 해군의 선내 진입이 해경에 의해 통제되기도 했다. 해군은 사고 둘째날인 4월 17일 밤이 되어서야 수색 작전에 들어갈 수 있었고, 그렇게 28시간이 허비되었다. 이를 두고 해경이 세월호의 선사인 청해진해운과 계약한 민간 구난업체 '언딘'에 우선권을 주려고 해군의 투입을 막은 것 아니냐는 의혹이 제기되었다. 해경은 해군의 투입을 제지한 적이 없다며 유착 가능성을 부인했다.
6월 30일, 검찰이 해경과 언딘과의 유착 의혹에 대해 본격적인 수사에 착수했고, 이를 위해 해양경찰청 간부 3명을 출국금지한 것으로 파악되었다. 사고 직후, 청해진해운과 언딘이 세월호 구난 작업과 관련해 계약을 맺는데, 직간접적으로 관여한 의혹을 받는 간부들이다. 수사의 핵심은 해경 '대형 사고 매뉴얼'의 구난업체 목록에 없는 언딘이 수색 업체로 선정된 경위다. 일부 수중업체들은 청해진해운과 해수부로부터 언딘보다 먼저 연락을 받았지만, 언딘이 수색을 맡아야 한다는 이유로 투입되지 못했다고 주장했다. 또 청해진해운에 언딘을 추천한 곳이 해경이라는 의혹까지 제기되면서 논란은 더욱 커졌다. 이에 따라 검찰은 조만간 해경 간부들을 소환해 언딘에 특혜를 줬는지, 해경 윗선이 관여했는지 등을 조사할 계획이다.
7월 8일 광주지검에 따르면 해경 전담수사팀은 지난 7월 7일 언딘 본사와 진도 현장 등 관련 10여 곳의 장소에 수사관을 보내 서류와 컴퓨터 파일 등을 압수수색했다. 이는 세월호 침몰 사고 당시 구난업체 선정 과정에 있어 제기된 특혜 의혹 여부 등을 조사하기 위한 것으로 알려졌다.

### 구조 과정 관련 의혹 수사

#### 해군 투입 배제 의혹
언딘을 우선적으로 잠수 시키기 위해 먼저 도착한 해군 SSU, UDT 요원 등의 투입을 막은 것은 아니냐는 의혹이 제기되었다. 검찰이 확인한 해경, 해군 관계자들의 진술에 의하면 해경은 잠수사들의 안전을 위해 일시적으로 해군 단정이 접근하지 못하도록 조치한 것이고, 해군도 자체 판단 하에 안전상 이유로 접근하지 않았던 것으로 확인되었다. 이에 검찰은 언딘을 우선적으로 잠수시키기 위한 의도가 있었다고 보기 어렵다고 판단했다.

#### 민간 잠수사 배제 의혹
한 민간 다이버 관계자는 4월 23일 오전 "해경이 정조 시간에 민간 잠수사를 통제하거나 별다른 설명도 없이 수색 작업에 제외돼 대기만 하다 돌아왔다"며 "계약된 민간 구난업체 잠수사는 수색을 하는데 이건 불합리하다"고 주장했다. 또 다른 관계자는 "물살이 약해져 수색이 용이한 정조 시간에 주로 해경과 해군이 작업을 하면서 나머지 시간에 민간 측에 들어가라고 하지만 물살이 세서 힘들다"고 주장했다. 22일 오후에는 민간 잠수사 100여명이 철수하고, 이후에는 20∼30명의 잠수사만 팽목항에 남아있게 되었다. 이에 대해 해경 측은 민간 잠수사의 작업 배제가 오해라고 주장했다. 해경 관계자는 "UDT, SSU를 비롯해 베테랑 특수 대원 수백 명이 대기하고 있고 물살이 약해지는 소 조기를 맞아 집중적으로 수색을 하려는 것일 뿐"이라며 "민간 잠수사들은 절차와 방법, 시간대를 고려해 투입할 예정"이라고 주장했다. 그러나 이런 갈등은 수색 초기부터 잠재 되어 왔다는 것이라고 민간 다이버들은 주장했다. 현장의 지휘 통제는 해경이 맡았지만 해경, 해군, 소방방재청, 민간 잠수사 등 민·관·군 잠수사들에 대한 효율적인 지휘 체계가 없어 지시와 이행이 겉돌고 혼선이 빚어지는 현상도 있다고 하여 논란이 있다. 한편, 한국 해양 구조 협회의 텃세 때문에 협회나 언딘 소속이 아닌 민간 잠수사들이 제대로 지원을 받지 못한다는 주장 때문에 진도항에서 민간 잠수 봉사자들끼리 언쟁이 벌어지기도 했다.
검찰은 사고 당시 세월호 사고 현장에 출동했던 민간 잠수사 H가 언딘의 협력 업체 관계자임에도 다른 민간 잠수사들과 마찬가지로 투입하지 않은 점, 사고 다음 날 아침까지는 강 조류 및 해수 선체 유입으로 인해 해경과 해
군조차도 제대로 된 잠수 구조 활동을 하지 못하였던 점 등을 확인하고 해경이 언딘을 우선적으로 잠수 시키기 위해 민간 잠수사의 투입을 막았다고 보기는 어렵다고 판단했다.

## 청해진해운과 유병언
JTBC 뉴스 9의 보도에 따르면 청해진해운의 실제 소유주인 세모그룹 회장 유병언 이 아해(Ahae)라는 이름의 사진가로 활동하였고, 이 과정에서 루브르 박물관에서 많은 돈을 내고 사진 전시회를 개최하는 등 높은 씀씀이가 확인되었다. 또한 세월호 개조 과정에서 유병언 자신이 자기 과시 용으로 자기 사진을 전용으로 전시하기 위한 목적의 공간을 약 840m2나 추가로 확보하라는 명을 하여 직원들의 반대에도 불구하고 선내에 개인 사진 전시관을 만들겠다고 고집을 부리며 무리하게 세월호를 개조했다는 사실도 확인되어 논란이 되었다.
이에 비해 이번 세월호 침몰 사고에서 청해진 해운 측은 직원 안전 교육비로 54만 천 원 만을 사용했고, 심지어 일부 직원은 입사 이후 안전 교육을 한 번도 받아본 적이 없는 것으로 밝혀졌으나, 유병언 측은 세월호 라는 이름을 지었다는 이유로 출항할 때마다 매 회 100만 원을 받고, 선박의 디자인 특허 비용도 상납 받은 것으로 알려져 청해진 해운 측이 가장 필요한 비용 지출은 꺼리면서 불필요한 지출을 지속적으로 해왔다.
또한 청해진 해운 측이 사고 소식을 듣고 탈출 명령은 내리지 않은 것은, 회사 과실로 사고가 발생했을 경우 보험사로부터 받게 되는 선체 보험 보상금이 감액 되기 때문인 것으로 알려졌다.
청해진 해운의 상당수의 직원이 해당 종교의 직원이고, 선장도 이미 은퇴했으나 기독교 복음 침례회 소속 신도였던 관계로 해당 선박에 재 취업 했다는 언론 보도가 있었으나 기독교 복음 침례회 측은 2014년 4월 24일 기자회견을 통해 '생존한 15명 직원 중 교인은 1명이며, 승무원이었던 직원 1명은 숨졌다.'고 밝히며 '이준석 선장 또한 교인이 아니다.'라고 해당 내용을 부인했다.

### 증축·과적·승무원 교육
2009년 대한민국 해운 법 시행 규칙이 개정되었다. 이때 여객선 운용 시한이 진수 일로부터 25년에서 30년으로 늘어났다. 세월호의 소속 선박사였던 청해진 해운은 덕분에, 일본에서는 운용 시 한 상 폐선에 가까운 18년 된 세월호를 사들여 운항할 수 있었다(당시 국토해양부는 "여객선의 선령(船齡) 제한을 완화하면 기업 비용이 연간 200억원 절감될 것"이라며 규제 완화에 대하여 논평 했다). 이후, 청해진 해운은 2012년 10월 세월호를 담보로 산업 은행으로부터 개보수 자금 30억 원 등 100억 원의 차 임급을 받았다. 이중 상당한 돈이 세월호 증축에 사용되었고, 이후 톤수 239톤·탑승 가능 정원 116명이 늘어났다. 선박 설비 안전 검사 기관인 한국 선급은 세월호의 증축 등에 대하여, 2차례에 걸쳐 문제가 없다고 평가했다. 그러나 구명정이 접근하기 힘들 정도로 빠르게 기울어지며, 침몰하는 원인 중 하나가 무리한 증축 때문이라는 것이 전문가들의 견해였다. 심지어 여객선을 임의대로 노선에 추가 투입해 출항시킨 뒤, 관계 당국에 통보하는 행위도 서슴지 않았다. 책임은 과징금 30만원에 불과했다. 또한, 세월호의 경우 출항 전 운항 관리자에게 차량 150대, 화물 675톤을 실었다고 보고했다. 그러나 사고 이후에 차량 180대, 화물 1157톤이 실린 것으로 밝혀졌다. 또한, 국내 내항선 선박직(선장·항해사·조타수·기관사 등) 대부분은 1년 이하 계약직으로 일하는 것이 대부분이다. 따라서 사고 당시 세월호 선장도 월 270만원의 1년 계약직 이었다. 이에 직업적 안전성이 떨어지니 소속감이나 사명감을 기대하기가 애초에 어렵다는 지적을 받았고, 실제 선원에 대한 교육 관리도 열악했다. 청해진 해운은 2013년 선원 교육비용으로 54만 1천 원을 썼다.

### SOS 신호 미작동
긴급 구조 신호를 위한 SOS 버튼이 사고 당시 작동하지 않아 논란이 있다. 선박의 SOS버튼을 누르면, 조난 당한 배의 정보가 주변 선박은 물론 전세계에 순식간에 전파된다. 물론 세월호에도 SOS버튼이 있었다. 16일 오전 9시 7분, 세월호의 조난 상황을 인지한 진도 관제 센터(VTS)는 세월호 주변 선박들에게 구조를 요청했다. 그러나 세월호에서 SOS가 직접 전파되었다면, 순식간에 가능한 일이었다. 사고 당시 조타실에 있었던 2등 항해사 김 아무개는 "조난 신고 버튼을 눌렀지만 작동하지 않았다"고 주장했다. 그러나 승무원들이 문제를 노출 시키지 않으려고 버튼을 누르지 않았을 가능성도 제기되고 있어 논란이 있다.

### 항해 기록 장치(VDR)
대형 여객선에 비행기의 블랙박스에 해당하는 항해 기록 장치(VDR) 설치 규정이 없는 것에 대해서도 논란이 있다. 현행 해상인명안전협약에 따르면 3000t 이상 화물선과 국제 항해 여객선에 이 장비의 설치를 의무화하고 있다. 그러나 많은 사람이 이용하는 여객선은 예외 대상으로 규정돼 있다.

### 개조상 문제 및 장비 미비
세월호는 일본에서 구매한 중고 선박을 상당히 한계치까지 개조한 것으로 알려져 있다. 또한 세월호 내부에는 상당한 장비가 미비한 것으로 알려져 있다.

#### 개조 과정과 문제
세월호 사고 초기 무리한 증축으로 인한 복원성이 저하되었던 것이 사고의 원인으로 추측되었다. 유병언 전 세모 그룹 회장이 개인 전시실로 사용하기 위해 증축을 지시하였고, 이에 복원성 문제를 야기한 것으로 밝혀졌다. 이와 관련해 유병언 전 회장이 세월호 복원성 문제를 이미 알고 있었고, 청해진해운 김한식 대표는 2014년로부터 "증축으로 복원성에 문제가 생겨 과적 문제가 생길 수 있다"라는 것을 보고 받고도, 세월호 매각 대신 '쌍둥이배'로 알려진 오하마나호 매각을 지시했다는 사실이 알려졌다. 청해진 해운 임직원들도 복원성 문제를 지속적으로 제기했지만 무시당한 것으로 알려져 논란이 일었다. 그러나, 추후 알려진 바에 의하면 세월호의 증·개축 과정에서 허가와 다른 내용이 있었지만 한국 선급의 형식적인 검사로 승인되었으며, 유병언 전 회장이 당초 세월호의 복원성 결함을 알고 있었다는 주장은 사실이 아니었다고 한다.

#### 화물 결박 장비
세월호 전 항해사 김모씨는 4월 21일자 JTBC 뉴스 9 손석희 앵커와의 대화에서 스태빌라이저나 평형수, 변침 등의 문제는 결정적인 문제가 아니라며, "침몰한 세월호는 결박을 제대로 안 했을 것"이라 했다. 세월호에서 "자동차나 콘테이너 등 화물은 형식적으로 결박될 뿐"이라며 "앞뒤 결박은 형식적으로 하지만 좌우 결박은 대개 제대로 안한다"고 전했다. 그는 일상적인 비유를 들어서, 사고 원인을 설명했다. 손석희 앵커가 백화점에서 물건을 구매 후 자가용 뒷 자석에 2단으로 쌓아 놓은 후, 운전하면서 코너를 몇 번 꺾었다고 가정해보라는 것이다. 한 번에 많은 각도를 꺾지 않더라도 작은 각도로 여러번 꺾게 되면 쌓아 놓은 물건이 옆으로 쏠리는 모습을 볼 수 있을 것이라는 것이다. 그는 또 "결박 비용이 비싸기 때문에 회사에 신청해도 잘 해주지 않는다"고 주장했다. 또, 인천항 선박의 화물 결박을 현장에서 직접 담당하는 인천 항운 노조는 컨테이너 결박에 꼭 필요한 라싱바와 브릿지 피팅 같은 전문 장비가 세월호에는 처음부터 없었다고 밝혔다.

## 해운 업계 전반의 구조적 비리
2014년 4월 20일 인천지방검찰청은 한국 해운 조합 비리 등 특별 수사 팀을 구성하였고, 4월 21일 부산지방검찰청은 한국 선급 비리 등 특별 수사 팀을 구성하였으며 5월 2일 대한민국 전국 9개 검찰청으로 해운 업계 전반의 구조적 비리에 대한 수사가 확대되었다. 검찰 수사 결과 세월호 침몰 사고는 유병언 일가의 회사 경영 비리, 증축 및 과적 등 운항상의 직접적 문제, 구조 과정 속의 문제 이외에도 감독 기관의 비리와 민관 유착 비리 등 구조적인 비리에서 비롯된 것으로 확인된 것에 따른 것이다.

### 한국 해운 조합 비리
인천지방검찰청은 여객선의 출항 전 안전 점검을 소홀히 하고, 선박 사고 손해 과정 업무와 관련해 금품을 수수한 혐의 등으로 전 한국 해운 조합 이사장 등을 구속했다.

### 한국 선급 등 비리
세월호는 한국 선급으로부터 월호 정기 중간 검사와 증축 당시 복원성 검사를 모두 통과했다. 또 2014년 2월, 한국 선급은 세월호의 배수와 통신, 조타 장비, 안전 시설 등 200여개 항목에 대해 '적합' 판정을 내렸다. 그러나 안전 검사들이 과연 제대로 이루어져 있는지에 대해서는 검경합동수사본부의 수사가 진행 중이다.
부산지방검찰청은 선박 검사와 관련해 금품을 수수하고 한국 선급 감독 기관 공무원들에게 향응을 제공하는 등 유착 비리 혐의로 전 한국 선급 회장 등 18명을 구속했다.

### 기타 해운 비리
동해해경특공대장은 2012년 8월 정원 초과 선박을 적발하고도 위반 사례가 없었다는 허위 보고서를 작성하였으며, 2013년 8월 장비 결함이 있어 부하 경찰관 등이 운항 정지 명령을 내린 선박, 과승 선박에 대해 출항을 허용하였다. 또한 2012년 ~ 2014년 1월 선사들로부터 740만원의 향응을 수수 받았다. 인천지방검찰청은 2014년 5월 20일 구속하여 6월 5일 구속 기소하였으며, 2014년 8월 28일 1심 재판부는 징역 1년 6월, 집행유예 2년을 선고하였다.

## 사고 후 조치 과정 문제점

### 대통령 행적 논란
대한민국의 제 18대 대통령 박근혜는 세월호 침몰 당일인 2014년 4월 16일 오전 10시부터 2014년 4월 16일 오후 5시 15분까지 약 7시간 동안의 행적과 관련하여 비판의 대상이 되었다. 2014년 4월 16일 오전 10시는 박근혜가 세월호 침몰 소식을 처음 보고 받은 시각이고, 2014년 4월 16일 오후 5시 15분은 박근혜가 중앙재난안전대책본부를 방문한 시각이다. 청와대는 '그 7시간 동안 대통령은 청와대 경내에 있었고 모두 18차례 세월호 침몰 사고와 관련한 보고를 받았으며 오전 10시 15분과 오전 10시 30분 두 번에 걸쳐 구조 지시를 내렸다' 라고 밝혔다. 하지만 박근혜가 중앙재난안전대책본부를 방문했을 때 "학생들이 구명 조끼를 입었다는데 그들을 발견하거나 구조하기가 힘이 듭니까"라고 엉뚱한 질문을 하는 장면이 뉴스로 공개된 바 있다.
박근혜 대통령이 7시간 동안 세월호 관련된 직무 수행에 소홀한 혐의는 박근혜 대통령 탄핵 소추 발의 사유에 포함되었다.
2018년 3월 28일 서울중앙지방검찰청 특수1부는 ‘세월호 사고 보고 시각 조작 및 대통령훈령 불법 변개 등 사건 수사 결과’를 발표했다. 검찰은 김기춘 전 대통령 비서 실장, 김장수 전 국가 안보 실장을 허위 공문서 작성, 동행사 혐의로 불구속 기소하였다. 김규현 전 국가 안보실 1차장은 허위 공문서 작성, 동행사, 위증 혐의가 확인되었으나 김규현은 미국에 체류하며 검찰의 귀국 및 출석 요구를 거부하였다. 이에 검찰은 2018년 3월 19일 김규현의 체포 영장을 발부 받아 지명수배 하였고, 3월 22일 기소 중지 하였다. 신인호 당시 위기 관리 센터장은 허위 공문서 작성, 동행사, 공용 서류 손상, 직권남용권리행사방해 혐의로 국방부 검찰단에 이송하였다. 김관진 전 국가 안보 실장은 공용 서류 손상, 직권남용권리행사방해 혐의로 불구속 기소하였으며, 윤전추 전 대통령 비서실 2부속 비서관실 행정관은 위증 혐의로 불구속 기소하였다.
검찰 조사 결과 박근혜 전 대통령은 재임기간 동안 청와대 본관에서 대통령 주재 수석비서관회의, 국무회의 등 회의나 외부 행사 등 공식 일정을 마치면 바로 대통령 관저에 복귀하여 주로 관저에 머물러 있는 근무형태를 취하고 있었고, 세월호 사고가 발생한 2014년 4월 무렵에는 제1부속비서관인 정호성에게 지시하여 수요일은 공식 일정을 잡지 않도록 조치하였다. 세월호 사고 당일인 2014년 4월 16일은 수요일로, 박근혜 대통령은 집무실로 출근하지 않고 오전부터 계속 관저에 머물러 있었다.
국가안보실장 김장수는 당일 오전 10시 경 청와대 위민3관 2층에 있는 국가안보실장 사무실에서 세월호 침몰 사고 상황보고서 1보의 초안을 전달받았으며, 위기관리센터장 신인호로부터 전화로 보고를 받았다. 이에 김장수는 박근혜 대통령에게 휴대전화로 전화를 걸어 사고 내용을 보고하려 하였으나 박근혜는 전화를 받지 않았고, 김장수는 안봉근 대통령 비서실 제 2부속 비서관에게 전화를 걸어 ‘대통령이 전화를 받지 않으신다. 지금 대통령에게 세월호 관련 상황 보고서 1보가 올라갈 예정이니 대통령에게 보고될 수 있게 조치해 달라’고 말한 후, 신인호에게 ‘상황 보고서 1보를 관저에 전달하라’고 지시하였다. 김장수는 위기 관리 센터로 내려가 박근혜 대통령에게 보고를 하기 위해 재차 휴대전화로 전화를 걸었으나, 박근혜는 계속 전화를 받지 않았다. 안봉근은 김장수의 전화를 받고 대통령 관저로 출발하기 위해 이영선 대통령 비서실 2부속 비서관실 행정관에게 차량 대기를 지시하였으며, 10시 12분 경 이영선은 청와대 본관 동문으로 나가 업무용 승용차를 본관 정문 앞에 주차하였다. 잠시 후 안봉근이 본관 정문으로 나와 이영선이 운전하는 승용차를 타고 관저로 출발하였다. 김장수의 지시를 받은 신인호는 10:12~10:13 경 상황보고서 1보를 완성한 후 전령 업무를 담당하던 상황병에게 세월호 사건 상황 보고서 1보를 관저에 전달하라고 지시하였다. 지시를 받은 상황병은 위기 관리 센터 상황실에서 관저 인수문까지 뛰어가 10:19~10:20 경 관저 근무 경호관을 통하여 내실 근무자인 김○업에게 상황 보고서를 전달하였으나, 근무자 김○업은 별도의 구두 전달 없이 침실 앞에 있는 탁자 위에 올려두었다. 안봉근은 10시 20분 경 관저에 도착하여 내실로 들어가 침실 앞에서 수회 대통령을 불렀고, 박근혜는 그 소리를 듣고 침실 밖으로 나왔다. 그러자 안봉근은 “국가 안보 실장이 급한 통화를 원합니다”라고 보고하였고, 박근혜는 “그래요?”라고 말한 후 침실로 들어가 10:22 경 김장수에게 전화를 걸어 “단 한명의 인명피해도 발생하지 않도록 하라. 여객선 내 객실, 엔진실 등을 철저히 수색하여 누락되는 인원이 없도록 하라”는 지시를 내렸다. 박근혜는 이후에도 계속 관저에 머무르다가, 14:15분 경 측근 최순실(최서원)과 정호성, 이재만, 안봉근 비서관과 관저에서 회의한 후에야 중앙재난안전대책본부 방문을 결정하였다.
세월호 사고 발생 직후부터 ‘대통령이 출근하지 않은 채 관저에 머무르고, 국가 안보실이 사고 상황을 신속하게 보고하지 못하여 ｢골든 타임｣을 허비하는 바람에 수많은 인명피해가 발생하였다‘는 취지의 비난이 고조되었고, 국회 업무보고, 국정조사특별위원회의 국정조사, 국정 감사 등에서 이와 같은 의혹에 대해 추궁이 예상되었다. 이에 대통령비서실장 김기춘, 국가안보실장 김관진, 위기관리센터장 신인호 등은 사고 당시 ｢골든 타임｣으로 인식한 시점 전에 박근혜 전 대통령이 이 사건 상황 보고서 1보를 보고받고 인명구조와 관련된 지시를 한 것처럼 가장하기 위해 대통령 보고 및 지시시각 등을 조작하였다.

### 세월호 특조위 활동방해
검찰에 따르면 김영석 해양수산부 전 장관과 윤학배 전 차관은 해수부 내부에 '세월호특조위 대응 전담팀'을 만들어 특조위의 예산과 조직을 축소하는 방안을 마련하고, 단계별 대응전략을 세우도록 주문한 혐의로 구속기소 되었다. 이들은 또 특조위에 파견된 해수부 공무원들에게 특조위 내부 동향을 파악해 메일과 문자메시지 등으로 매일 보고하도록 했다. 특히 두 사람은 세월호특조위가 세월호 참사 당일 박근혜 전 대통령의 '7시간 행적'을 조사하려는 움직임이 일자 이를 의결할 수 없도록 방해 방안을 만들도록 공무원들에게 지시한 것으로 조사됐다. 실제로 2015년 11월 한 언론이 보도한 '세월호특조위 관련 현안 대응방안' 문건을 보면 '여당추천위원 전원사퇴 의사 표명', '특조위 운영을 비판하는 성명 발표', '해수부와 여당추천위원 면담', '부위원장, 여당추천위원, 파견 공무원 간 소통강화'와 같은 내용이 담겼다. 이 문건은 해수부가 작성한 것으로 추정된다.
조윤선 당시 청와대 정무수석
박근혜 정부 당시 '4·16 세월호 참사 특별조사위원회'(세월호 특조위) 설립 과정에서 조윤선 전 청와대 정무수석이 해양수산부에 특조위를 통제할 수 있도록 조치하라고 지시한 것으로 드러났다. 서울동부지법 형사합의11부(조성필 부장판사) 심리로 2018년 3월 14일 열린 김영석 전 해수부 장관과 윤학배 전 차관의 직권남용 권리행사 방해 혐의에 대한 1차 공판에서 검찰은 이 같은 공소사실 요지를 밝혔다.